# Сейккула, Ирма
И́рма Се́йккула (фин. Irma Seikkula; 14 мая 1914, Гельсингфорс, Великое княжество Финляндское, Российская империя — 8 июля 2001, Хельсинки, Финляндия) — финская актриса

 театра, кино и телевидения. Лауреат высшей государственной награды Финляндии для деятелей искусств — медали «Pro Finlandia» (1965) и Премии «Юсси» за лучшую женскую роль (1977).

## Биография
В 1932—1934 годах обучалась в Финской драматической школе в Хельсинки. В 1934 году дебютировала на сцене театра в г. Котка. С 1937 года выступала на сцене Театра Тампере. В 1960-х годах играла в пьесах Радиотеатра, в начале 1980-х — Театра телевидения Финляндии.
За свою карьеру с 1937 по 1996 год снялась в 74 кинофильмах и телешоу, в том числе в фильме «Приключения учительницы» (1960) и «Мириам» режиссёр Уильям Маркус, который участвовал в 8-м Берлинском международном кинофестивале.

## Избранная фильмография
- 1967 — Не хлебом единым / Työmiehen päiväkirja —Хильда, жена дяди
- 1962 — Обманутые обманщики / Älä nuolase…
- 1961 — Золотой телёнок / Kultainen vasikka
- 1960 — Приключения учительницы —Тюёнеля, преподаватель
- 1957 — Мириам / Miriam
- 1937 — Юха / Juha